# Флаг Катара
Флаг Ка́та́ра (араб. علم قطر‎) — официальный государственный символ Катара, наряду с гербом и гимном. Представляет собой прямоугольное полотнище тёмно-бордового цвета (точный цвет HTML — 8D1B3D) с широкой зубчатой полосой белого цвета, расположенной вертикально вдоль древка (количество зубцов — 9 штук). Отношение ширины флага к его длине составляет 11:28.
Флаг Катара очень похож на флаг находящегося по соседству Бахрейна. Однако белая полоса на флаге последнего имеет меньшее количество зубцов, пропорции 3:5, а вместо бордового — красный цвет. Катарский флаг — единственный государственный флаг в мире, ширина которого более чем вдвое превышает высоту.

## История
История производства пурпурных красителей на территории Катара насчитывает несколько веков. Утверждается, что Катар был местом самого раннего известного производства красителей моллюсков ещё в эпоху правления древних племён Касситов. Тогда на прилегающем к Катару острове Аль-Хор существовала развитая красильная промышленность. Во время вхождения острова Катар в состав персидской Империи Сасанидов пурпурные краски из острова Катар славились и ценились во всей империи и в Аравийском полуострове.
На XIX век, арабские племена, населяющие территорию современного Катара, в качестве своего знамени использовали в основном прямоугольное полотнище красного цвета. К концу того же века, они добавили белую вертикальную полосу на стороне древка.
Современный флаг Государства Катар был утверждён и принят 9 июля 1971 года. Представляет собой прямоугольное полотнище тёмно-бордового цвета (точный цвет HTML — 8D1B3D) с широкой зубчатой полосой белого цвета, расположенной вертикально вдоль древка. Количество зубцов — 9. Отношение ширины флага к его длине составляет 11:28. С тех пор флаг не претерпел никаких изменений или корректировок. В 2015 году Правительство Государства Катар определило точный оттенок красно-бордового цвета флага как Pantone 1955 °C, также называемый как Qatar maroon (Катарский бордовый). Белая часть флага символизирует мир, достигнутый благодаря подписанию соглашений и договоров с Британской империей. Белый является также одним из самых почитаемых цветов в исламе, а в Катаре абсолютное большинство населения придерживается мусульманской веры, и вдобавок государственной религией в стране является именно ислам. Девять зубцов означают включение Катара в качестве девятого члена «Примирившихся Эмиратов» Персидского залива при заключении катарско-британского договора в 1916 году.
Первый вариант флага был красно-белым, но используемые красные красители от сильного солнца часто превращались в красно-коричневые, и в итоге официальный флаг был приспособлен к этому.

Флаг Катара 1916—1936
Флаг Катара 1936—1949
Флаг Катара 1949—1971